# Furniture Row Racing
Furniture Row Racing war ein professionelles Stockcar Renn-Team, das in der Monster Energy NASCAR Cup Series teilnahm.
Eigentümer und Sponsor des Teams war Furniture Row, eine amerikanische Möbelkette. Es hatte seinen Sitz in der Heimatstadt von Furniture Row, Denver, Colorado, und war das einzige NASCAR-Team westlich des Mississippi-Flusses.
Das Team war das erste Einzel-Fahrzeug-Team welches je den Chase for the Cup erreicht hat. Dies hat es im Jahr 2013 mit Kurt Busch, und wieder in den Jahren 2015 bis 2018 mit Truex erreicht.
Furniture Row Racing hatte eine Partnerschaft mit dem Toyota Team Joe Gibbs Racing, von 2010 bis zum Ende von 2015 hatte das Team eine Partnerschaft mit Richard Childress Racing unter dem Chevrolet Banner.
Nachdem sich das Team aufgelöst hatte, verkaufte es seine Charter an Spire Sports + Entertainment, das jetzt als Spire Motorsports antritt. Viele der Mitarbeiter von Furniture Row Racing arbeiten jetzt als Falci Adaptive Motorsports, einer gemeinnützigen Organisation, die sich der Entwicklung von Sporttechnologien für Menschen mit körperlichen Behinderungen widmet.
Furniture Row Racing nahm an 451 Rennen der NASCAR Cup Series teil und erzielte 18 Siege und 75 Platzierungen unter den ersten fünf. Das Team gewann 2017 die Fahrermeisterschaft mit Truex.

## Geschichte

### 2005–2008
Sein NASCAR Debüt machte das Team 2005 in der Busch Series am Nashville Superspeedway mit Jerry Robertson als Fahrer, welcher als 24. startete und als 33. das Ziel erreichte. Robertson fuhr in diesem Jahr zehn Rennen für das Team, wovon sein bestes Ergebnis der 22. Platz am California Speedway war. Das Team fuhr auch zweimal beim Monster Energy NASCAR Cup mit, Kenny Wallace fuhr am Dover International Speedway und Robertson am Phoenix International Raceway.
2006 war geplant, dass Wallace die ersten fünf Rennen und Robertson die restlichen Rennen fährt. Beim Daytona 500 2006, schaffte es Wallace nicht das Fahrzeug mit der Nr. 78 für das Rennen zu qualifizieren. Er schaffte es aber sich bei den nächsten zwei Rennen auf dem California Speedway und dem Las Vegas Motor Speedway zu qualifizieren und erreichte die Plätze 41 und 28. Weil die Leistung des Teams nicht ausreichte um in die Top 35 der Punktewertung zu gelangen, fuhr das Team mit verschiedenen Fahrern über die restliche Saison. Darunter Jimmy Spencer, welcher bei beiden Pocono Rennen fuhr und Travis Kvapil, welcher bei den Road Courses fuhr. Das Team ging eine Partnerschaft mit PPI Motorsports ein, um Ausrüstung und Materialien über die Saison zu teilen. 2006 fuhr Robertson in ausgewählten Veranstaltungen der Busch Series, sein bestes Ergebnis war der 29. Platz.
Wallace wurde angestellt um weiter der Vollzeit Fahrer im NASCAR Nextel Cup 2007 zu sein. Er erreichte zweimal den sechsten Startplatz, wurde aber im August 2007 entlassen. Nachdem Scott Wimmer und Sterling Marlin es nicht schafften das Fahrzeug in den nächsten Wochen zu qualifizieren, wurde Joe Nemechek als permanenter Fahrer verkündet. Furniture Row Racing unterzeichnete am Ende der Saison einen Dreijahresvertrag mit Nemechek (2008–2010). Im frühen 2008 kehrte Wallace zu Furniture Row zurück um am Daytona 500 als Sicherheitsnetz teilzunehmen, falls sich das Team von Nemechek nicht qualifizieren sollte. Stattdessen schaffte es Nemechek sich als dritter bei den Qualifikationsläufen zu qualifizieren. Wallace holte sich einen Startplatz bei den Gatorade Duels. Im Frühlings Talladega Rennen gab Nemechek dem Team die erste Pole. Im Herbst Rennen auf dieser Strecke gab Nemechek Furniture Row Racing als elfter ihr bis dato bestes Ergebnis.

### 2009–2012
Für 2009 kündigte das Team an, wegen Geldeinschränkungen, auf einen Teil-Zeit Fahrplan zu kürzen. Joe Nemechek war als bleibender Fahrer vorgesehen, da er sich aber weigerte einen Teil-Zeit Fahrplan zu fahren wurde der Rest seines Vertrags ausgezahlt und entlassen. 2009 fuhr Regan Smith 18 Rennen in dem Fahrzeug mit der Nr. 78.
Das Team setzte 2010 den Voll-Zeit Fahrplan fort. Das Team schloss sich mit Richard Childress Racing zusammen und holte sich den Top-35-Status bei den ersten fünf Rennen, indem es die Owner Points von Richard Childress Racing’s Nr. 07 Fahrzeug kaufte. Childress wurde als offizieller Besitzer der Nr. 78 gelistet.
Am 15. November 2010 wurde der Transporter und der Reisebus von Furniture Row Racing auf der Interstate 25, circa 40 Meilen vom Hauptsitz des Teams in Denver entfernt, bei einem Unfall zerstört. Richard Childress Racing stellte dem Team einen voll ausgerüsteten Transporter für Furniture Row zur Verfügung.
Beim Daytona 500 2011 erreichte Smith mit dem siebenten Platz die erste Top-zehn-Platzierung für Furniture Row Racing. Am 7. Mai 2011 erreichte Smith die ersten Top-fünf-Platzierung und den ersten Sieg für Furniture Row auf dem Darlington Raceway beim Southern 500. 2012 hatte das Team ein wenig zu kämpfen und Pete Rondeau wurde als Teamleiter mit Todd Berrier, dem ehemaligen Teamleiter von Richard Childress Racing, vor dem Rennen am Indianapolis Motor Speedway ersetzt. Der Wechsel zu Berrier führte zu den ersten aufeinander folgenden Top-Zehn-Platzierungen (beides der 9. Platz) für Furniture Row Racing und Smith.

### 2013
Obwohl Smith zwei Top-Zehn-Platzierungen und eine Top-Fünf-Platzierung erreichte, kündigte der Manager Joe Garone an, dass Smith mit Beginn des Bank of America 500 2012 bei Charlotte von Kurt Busch ersetzt wird.
In der Saison 2013 verbesserte Busch den Status von Furniture Row als Team, indem das Fahrzeug konkurrenzfähiger wurde und öfters mit den anderen Fahrern mithalten konnte. In den ersten 26 Rennen schaffte es Busch achtmal unter die Top fünf und 13-mal unter die Top Zehn, er erreichte im Mai auch einmal den ersten Startplatz in Darlington. Diese Ergebnisse waren vergleichbar mit Fahren in stärkeren Teams. Das Team hatte aber auch seine Tiefpunkte, wie den Unfall von Busch beim Rennen im Mai bei Talladega, bei welchem er sich sechs Runden vor Rennende in Kurve 3 überschlug und auf Ryan Newman landete. Einige schlechte Rennergebnisse, sowie Fehler wie Unfälle in Hampshire und Martinsville und eine tote Batterie unter Führung des Coca-Cola 600 sorgten dafür, dass das Team in der Chase-blase blieb. Eine Reihe von Top-Zehn-Platzierungen von Busch im August und ein zweiter Platz in Richmond brachte dem Team den Eintritt in den Chase. Für Busch war dies der Achte eintritt in den Chase. Dies machte Furniture Row auch zum ersten Einzelfahrzeug Team, welches es in den Chase schaffte.
Das Fahrzeug wurde den größten Teil der Saison von Furniture Row gesponsert, mit Ausnahme in Talladega, wo es von Wonder Bread gesponsert wurde, in Ehrung an Ricky Bobby – König der Rennfahrer. Dies war das zweite Mal, dass Busch ein Fahrzeug mit einem Talladega Nights-basierenden Anstrich in Talladega gefahren ist, das andere Mal war zu seiner Zeit bei Phoenix Racing, wo sein Fahrzeug im Mai 2012 einen „ME“-Anstrich hatte.

### 2014
Im August 2013 wurde verkündet, dass Busch 2014 nicht zu Furniture Row Racing zurückkehren wird, da er mit Gene Haas einen Vertrag unterzeichnet hat und ab dem Daytona 500 2014 für Stewart-Haas Racing fahren wird. Das Team verlängerte auch ihre Partnerschaft mit Richard Childress Racing. Für einen Zeitraum von zwei Monaten wurde spekuliert, dass Juan Pablo Montoya der wahrscheinlichste Kandidat als Ersatz von Busch bei Furniture Row sei, da Montoya in seiner Nr. 42 bei Chip Ganassi Racing von Kyle Larson ersetzt wird. Andere potentielle Kandidaten waren Jeff Burton und Bobby Labonte. Aber Montoya kündigte an, dass er Team Penske in der IndyCar Series beitreten würde. Im frühen Oktober, nachdem Michael Waltrip Racing, durch den Verlust von NAPA Auto Parts als Sponsor infolge des Spingate Skandals in Richmond, ankündigte ihr Nr. 56 Team zu einem Teilzeit Team zu kürzen, war Furniture Row im Gespräch Martin Truex junior unter Vertrag zu nehmen.
Vor dem November Rennen in Texas wurde bestätigt, dass Truex einen mehrjährigen Vertrag unterzeichnet hat und ab dem Daytona 500 2014 für Furniture Row Racing fahren wird. Die Ankündigung fügte auch hinzu, dass auch alle Mitglieder von Truex's altem Team angeheuert wurden, um den Übergang leichter zu machen, da Busch wegen langsamer Boxen-stopps einige Rennen verloren hatte.
Truex hatte 2014 mit nur 5 Top-zehn-Platzierungen, nur einer Führungsrunde und dem 24. Gesamtplatz ein schlechtes Jahr. Nachdem Truex es nicht schafft den Erwartungen gerecht zu werden, wurde der Teamchef Todd Berrier entlassen und der Anfänger Cole Pearn eingestellt.

### 2015

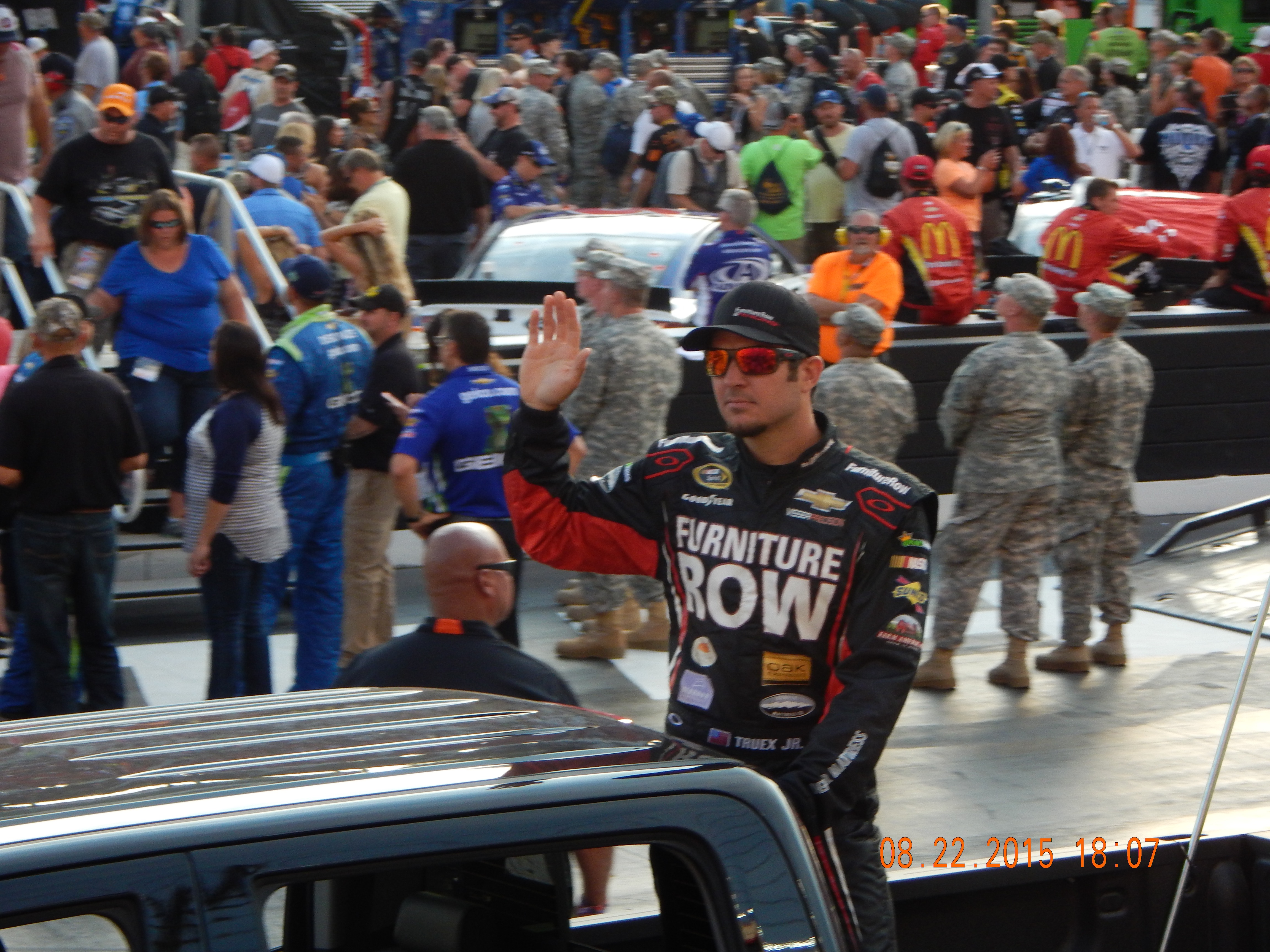
Martin Truex junior erreicht den zweiten Sieg und den zweiten Chase Einzug für das Team im Jahr 2015.

In der Saison 2015 verbesserte sich die Leistung von Truex durch die neue Fahrer-Teamchef Beziehung mit Cole Pearn. Während des Daytona 500 hatte Truex eine Führungsrunde und beendete das Rennen als Achter. In den ersten zehn Rennen schaffte es Truex neunmal unter die Top Zehn. Nachdem Truex und Furniture Row die meisten Führungsrunden in vier aufeinander folgenden Rennen hatten, schafften sie es mit einem Sieg bei dem Pocono 400 am Pocono Raceway in die Victory Lane. Dies bescherte Furniture Row Racing seinen ersten Sprint-Cup-Sieg seit dem Southern 500 im Jahr 2011 und brachte die 69 Rennen lange sieglose Serie von Truex zu einem Ende. Der Sieg brachte Truex und das Team in den Chase for the Sprint Cup von 2015 und den zweiten Platz in der Punktewertung. Mit einem dritten Platz bei dem durch Regen verkürztem Rennen am Michigan International Speedway in der nächsten Woche bekam Truex der erste Fahrer seit Richard Petty im Jahr 1969, welcher 14 Top-Zehn-Platzierungen in den ersten 15 Rennen der Saison erreichte. Truex würde die Victory Lane für den Rest des Jahres nicht mehr erreichen, aber Punktet insgesamt 22 Top-Zehn-Platzierungen, Inklusive 8 Top-Fünf-Platzierungen, und beendet die Saison mit dem vierten Platz in der Meisterschaftswertung.

### 2016
Am 27. September 2015 wurde bestätigt, dass Truex für 2016 und die folgenden Jahre wieder unter Vertrag genommenen wurde. Das Team kündigte auch einen Wechsel zu Toyota an, welcher ihnen eine Partnerschaft mit Joe Gibbs Racing und Motoren von Toyota Racing Development brachte. Truex gewinnt sein zweites Rennen für Furniture Row am 29. Mai 2016, nachdem er rekordbrechende 392 von 400 Runden des Coca-Cola 600 in Charlotte geführt hat. Truex erreichte seine erste mehrfach-Sieg Saison, als er das Southern 500 in Darlington gewonnen hat und danach einen Sieg in Chicagoland holte, als er den Führenden Ryan Blaney vier Runden vor Ende überholte. Seinen vierten Sieg in dieser Saison holte er zwei Rennen danach in Dover, aber die Nr. 78 verlor in Talladega ihren Motor, wodurch das Fahrzeug keine Chance mehr für den Chase hatte.
Am 7. August 2016 wurde bekannt gemacht, dass Erik Jones einen Deal mit Furniture Row Racing unterzeichnet hat um das neue Fahrzeug mit der Nr. 77, gesponsert von 5-hour Energy, für die Saison 2017 zu fahren. Dies war die erste Rückkehr der Nr. 77 seit Charlotte im Herbst 2014, damals unter Randy Humphrey Racing.
Im Dezember 2016 kaufte Furniture Row Racing den Charter des Nr. 98 Premium Motorsports Chevrolet von Jay Robinson und nutzte diesen Charter für die Nr. 77, welches ihr einen Platz in jedem Rennen der Saison 2017 garantierte.

### 2017
Für das Jahr 2017 wurde das Team auf zwei Autos ausgeweitet, im zweiten Auto mit der Startnummer 77 kam Erik Jones als Rookie für die volle Saison zum Einsatz.
Martin Truex jr. beherrschte in der Regular Season vor allem die 1.5 Mile Strecken, wo er mit Abstand die meisten Rennsegmente für sich entschied.
Im entscheidenden Playoff Rennen in Homestead, FL musste er sich mit einem Sieg gegen seine Konkurrenten Kyle Busch, Kevin Harvick und Brad Keselowski durchsetzen um seinen und Furniture Row Racings ersten Monster Energy NASCAR Cup zu holen.

### 2018
Nach dem Wechsel von Jones zu Joe Gibbs Racing wurde in der Saison 2018 nur noch das Auto mit der Startnummer 78 von Martin Truex junior. eingesetzt, der vier Siege und 20 Top-Fünf-Platzierungen einfuhr, aber in der Meisterschaft den zweiten Platz belegte.
Aber im September desselben Jahres wurde bekannt gegeben, dass Furniture Row Racing am Ende der Saison wegen finanzieller Probleme und fehlender Sponsoren geschlossen wurde, was laut Visser ein konkurrenzfähiges Team unmöglich machen würde.

## Monster Energy Cup Statistik
| Jahr  | Fahrzeug Nr. | Fahrer              | Rennen | Siege | Top Fünf | Top Zehn | Poles | Durchschnittsposition | Owners Points |
| ----- | ------------ | ------------------- | ------ | ----- | -------- | -------- | ----- | --------------------- | ------------- |
| 2005  | Nr. 78       | Kenny Wallace       | 2      | 0     | 0        | 0        | 0     | 37,5                  | 64.           |
| 2005  | Nr. 78       | Jerry Robertson     | 2      | 0     | 0        | 0        | 0     | 37,5                  | 64.           |
| 2006  | Nr. 78       | Kenny Wallace       | 17     | 0     | 0        | 0        | 0     | 34,2                  | 41.           |
| 2006  | Nr. 78       | Jimmy Spencer       | 17     | 0     | 0        | 0        | 0     | 34,2                  | 41.           |
| 2007  | Nr. 78       | Kenny Wallace       | 21     | 0     | 0        | 0        | 0     | 32,1                  | 42.           |
| 2008  | Nr. 78       | Joe Nemechek        | 32     | 0     | 0        | 0        | 1     | 34,0                  | 42.           |
| 2009  | Nr. 78       | Regan Smith         | 18     | 0     | 0        | 0        | 0     | 27,7                  | 40.           |
| 2010  | Nr. 78       | Regan Smith         | 36     | 0     | 0        | 0        | 0     | 24,5                  | 29.           |
| 2011  | Nr. 78       | Regan Smith         | 36     | 1     | 2        | 5        | 0     | 21,5                  | 26.           |
| 2012  | Nr. 78       | Regan Smith         | 36     | 0     | 1        | 6        | 0     | 20,5                  | 24.           |
| 2012  | Nr. 78       | Kurt Busch          | 36     | 0     | 1        | 6        | 0     | 20,5                  | 24.           |
| 2013  | Nr. 78       | Kurt Busch          | 36     | 0     | 11       | 16       | 1     | 14,7                  | 10.           |
| 2014  | Nr. 78       | Martin Truex junior | 36     | 0     | 1        | 5        | 0     | 20,2                  | 24.           |
| 2015  | Nr. 78       | Martin Truex junior | 36     | 1     | 8        | 22       | 0     | 12,2                  | 4.            |
| 2016  | Nr. 78       | Martin Truex junior | 36     | 4     | 7        | 15       | 5     | 12,1                  | 11.           |
| 2017  | Nr. 78       | Martin Truex junior | 36     | 8     | 19       | 26       | 3     | 9,4                   |               |
| Summe |              |                     | 335    | 6     | 30       | 69       | 7     | 25,37                 | 31,45         |